# Вальядолід
Вальядолі́д, або Валядолі́д (ісп. Valladolid; МФА: [baʎaðoˈlið]) — муніципалітет і місто на північному заході Іспанії, адміністративний центр однойменної провінції у складі автономного співтовариства Кастилія і Леон.

## Географія
Місто розташоване на річці Пісуерга в місці її злиття з Есгевією і трохи вище за її впадіння в Дуеро.

## Історія
В середні віки кастильський королівський двір, що не мав постійного місцеперебування, часто зупинявся у Вальядоліді. Тут також місце смерті Христофора Колумба.

## Економіка
Є автозавод фірми «Рено», інші великі промислові підприємства.

## Релігія
- Центр Валядолідської архідіоцезії Католицької церкви.

## Транспорт
Автобуси, залізниця, міжнародний аеропорт. Очікується споруда лінії швидкісного потягу з Мадрида.

## Пам'ятки
- Музей Колумба

## Уродженці
- Анна Австрійська (1601—1666) — королева Франції (з 1615), дружина Людовика XIII Справедливого, донька Філіппа ІІІ
- Хосе Соррилья-і-Мораль (1817—1893) — іспанський поет і драматург
- Хосе Капулетті (1925—1976) — іспанський художник
- Конча Веласко (* 1939) — іспанська акторка.
- Хорхе Фернандес Діас (* 1950) — іспанський політик, міністр внутрішніх справ в уряді Маріано Рахоя.
- Ектор Ернандес Ортега (* 1991) — іспанський футболіст.
- Іван Алехо (* 1995) — іспанський футболіст, півзахисник.
- Хав'єр Бараха (*1980) — іспанський футболіст, захисник, згодом — футбольний тренер.

## Галерея фото

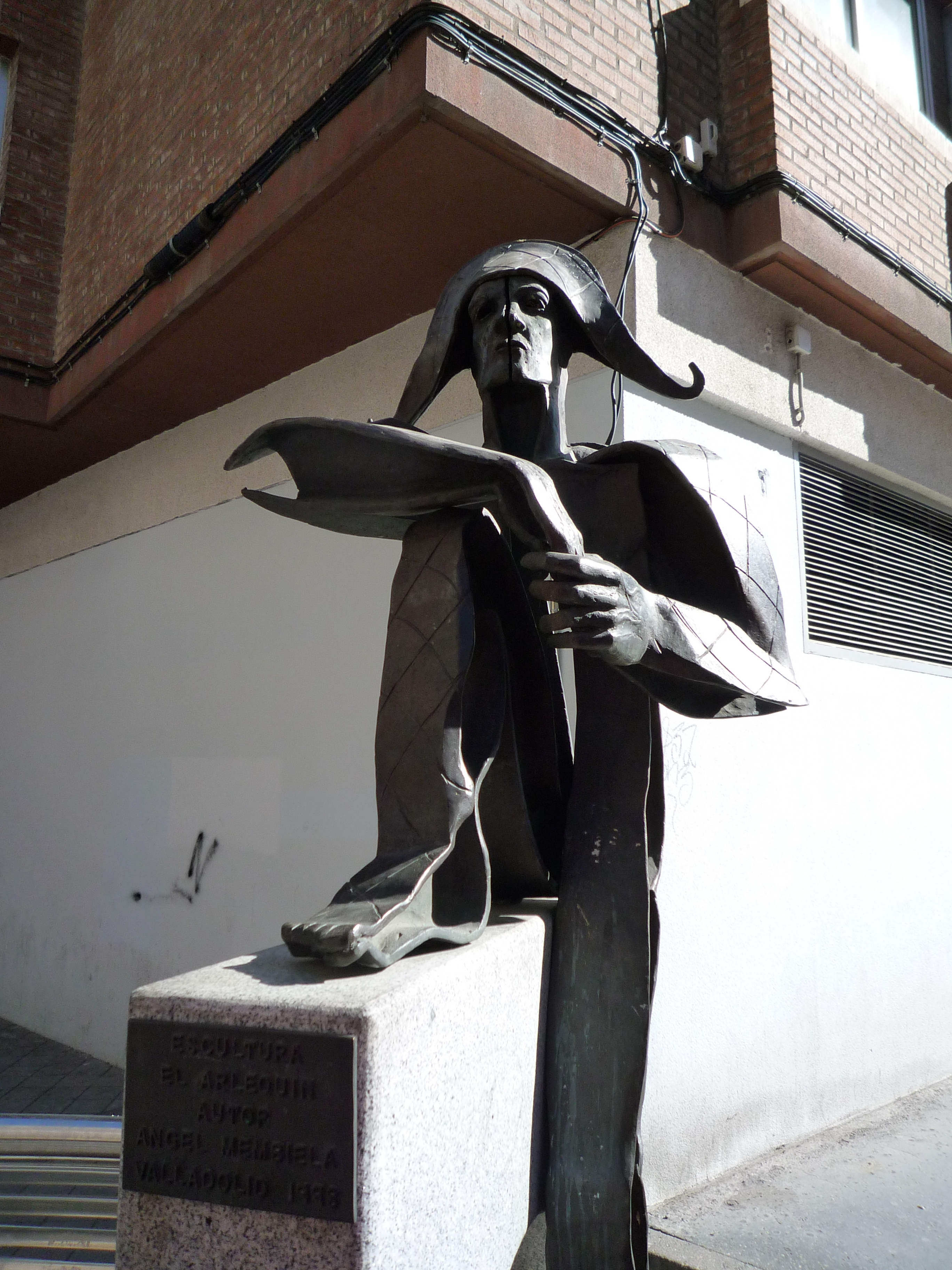
Вальядолід, Іспанія. Ск. Ангел Мембьєла, «Арлекін» на вуд. Сімона Аранда